# رادیوگرافی پری‌آپیکال
رادیوگرافی پری آپیکال، رایج‌ترین رادیوگرافی در دندانپزشکی است. فیلم در داخل دهان قرارمی گیرد و از دندان یا ناحیهٔ مورد نظر رادیوگرافی تهیه می‌شود. برای بررسی پوسیدگی دندان‌ها، ضایعات انتهای ریشه مثل کیست وگرانولوم، موقعیت قرارگیری ایمپلنت‌ها، اندازه‌گیری طول فایل در درمان‌های ریشه و … استفاده می‌شود. این نوع رادیوگرافی به‌طور معمول در مطب‌های دندانپزشکی گرفته می‌شود. اخیراً در برخی مطب‌های دندانپزشکی از انواع دیجیتال آن استفاده می‌شود.